# サリー・ランド
サリー・ランド (英語: Sally Rand、1904年4月3日 – 1979年8月31日)はバーレスクパフォーマー、キャバレーパフォーマー、女優である。ダチョウの羽根の扇を使ったファンダンスや大きな風船を用いるバブルダンスで最も有名である。バーレスクの歴史に大きな足跡を残した。

## 生い立ち
サリー・ランドはハッティ・ヘレン・グールド・ベックとしてミズーリ州ヒッコリー郡エルクトンの村で生まれた。父のウィリアム・ベックはウエスト・ポイント陸軍士官学校を卒業したアメリカ軍の退役大佐で、母のネッティ・グローヴ・ベックは学校教員であり、パートタイムで新聞の特派員もしていた。小学校の頃に一家でミズーリ州ジャクソン郡に引っ越した。
ヘレンは非常に若い頃から舞台に立つようになり、たった13歳の頃からカンザスシティのエンプレスシアターでコーラスガールをつとめるようになった。『カンザスシティ日報』の劇評家グッドマン・エースは、カンザスシティのナイトクラブでヘレンが舞台に立っているのを見て熱烈な批評を書いており、早くからその才能を認めていた。カンザスシティでバレエと演劇を学んだ後、十代のヘレンはハリウッドに行くことに決めた。西海岸に行くため、短い間リングリング・ブラザーズ・サーカスでアクロバットのパフォーマーとして雇われていた。夏季公演や巡業劇団でも舞台に立ち、当時は無名だったハンフリー・ボガートと一緒に仕事をしたこともあった。

## 経歴

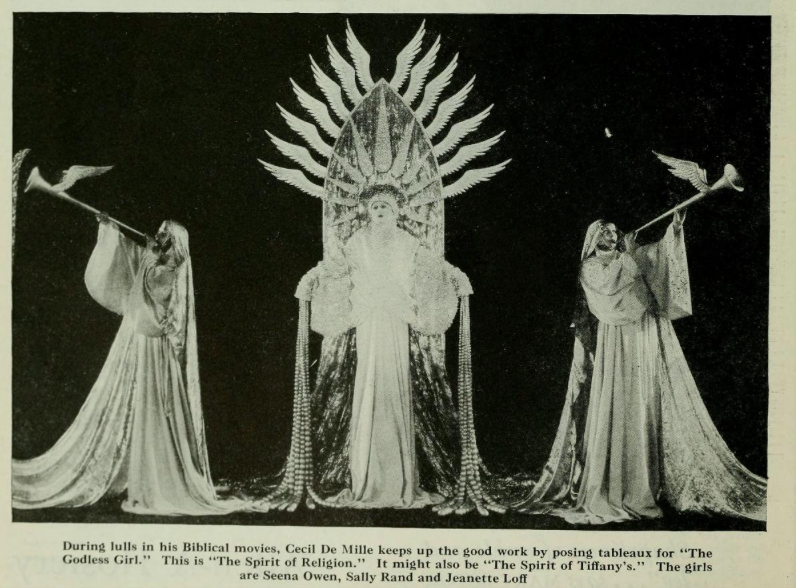
セシル・B・デミルの活人画に登場しているサリー・ランド。

1920年代には舞台やサイレント映画に出演していた。セシル・B・デミルが、ランドマクナリーの地図からサリー・ランドという芸名をつけた。1927年にはワンパス・ベビー・スターズのひとりに選ばれている。

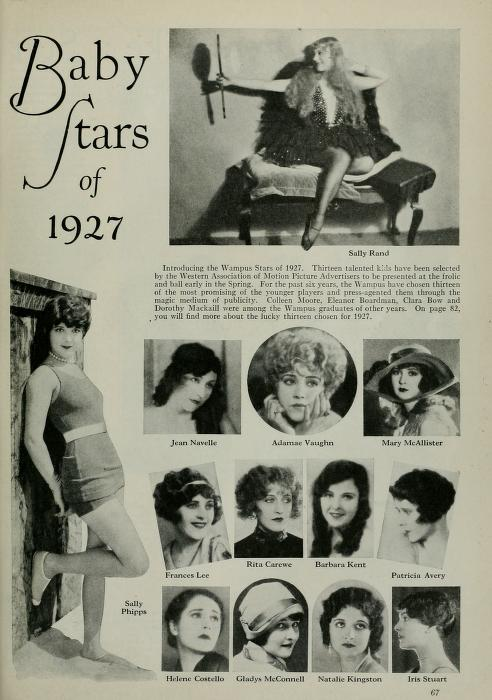
ワンパス・ベビー・スターズに選ばれたサリー・ランド。

トーキー映画のはじまりとともに、ランドはダンサーになり、シカゴのパラマウントクラブで始めて人気を博したファンダンスでよく知られるようになった。ファンダンスについては別のダンサーであるフェイス・ベーコンが自らが創始者であると主張しており、ベーコンとランドはライバルであった。ランドは1933年に「発展の世紀」と題したシカゴ万国博覧会にアメリカン・バーレスクのパフォーマーとして出演したのが最も有名である。だいたいはクロード・ドビュッシーの「月の光」にあわせ、舞台上で飛び回る際にファンを体の前後で翼を持つ鳥のよう操って体をちらりちらりと見せたり隠したりするダンスを行っていた。万博の際、1日に4回公然猥褻容疑で逮捕されたこともあった。ファンダンスのパフォーマンスの後、裸に見えるイリュージョンで白馬に乗ってシカゴの通りを歩いた際、マックス・ファクターがハリウッド映画用に作った新しいメイク方法によるボディペイントを施された後に逮捕されたという。戸外でパフォーマンスする際の風に対応するため、ランドは大きな風船を用いたバブルダンスも考案・発展させた。1934年の映画『ボレロ』でファンダンスを披露した。
1936年、ランドはサンフランシスコのミュージック・ボックス・バーレスク・ホールを買い、のちにそこはグレート・アメリカン・ミュージック・ホールとなった。ランドは1939年から1940年のサンフランシスコ万国博覧会で「サリー・ランドのヌード牧場」に出演した。
ランドは1946年にサンフランシスコで2回逮捕されている。クラブ・サヴォイで舞台に立っている時、大きな白いファンの後ろで一見したところ全裸で踊っていた時に、観客の中にいた6名の警官に逮捕された。判事のダニエル・R・シューメイカーは、万一ランドがこの訴因と同じ罪状で逮捕されても免責すると述べた。しかしながらランドは、免責される権利を得ており、さらに「サンフランシスコ市警察により検閲済」と書かれた長い下着を着ていたにもかかわらず、裁判の夜、ショーの最中に再逮捕された。通常と異なり、判事はサヴォイにランドのパフォーマンスを見に来て、「ランドが行ったダンスについて何か淫らな要素があると考える者は、倒錯した道徳観を持っているに違いない」と見なし、ランドを全てについて無罪とした。
1950年代初頭にランドは17人のグループでアメリカ合衆国中西部を巡業し、州のフェアや小さな劇場に出演した。ツアーはオクラホマ州やテキサス州から西に向かい、東に戻る前にワシントン州に到達した。ランドはこの時、年齢をリポーターに明かすのは拒否していたが、50歳近かった。
1957年3月12日、ランドはバド・コリヤーがホストをつとめ、ポリー・バーゲン、ラルフ・ベラミー、キティ・カーライル、カール・ライナーがパネリストをつとめるTo Tell the Truth第1シーズン第13話にテレビ出演した。 
ランドは1970年代になるまでファンダンスで舞台に立ち続けた。ランドは一度、舞台のショーThis Was Burlesqueでアン・コリオのかわりをつとめたこともあり、1970年代初頭にはサンフランシスコのミッチェル兄弟のクラブに出演し、1972年にはニューヨークのマディソン・スクエア・ガーデンなどの主要なコンサートホールをまわるノスタルジアレヴューツアーであるBig Show of 1928でスターのひとりとして巡業した。40年にわたるキャリアについて、ランドは「パンツを脱いだ日から仕事がなかったことはないんです」と述べた。

## 死
ランドは1979年8月31日、カリフォルニア州グレンドラのフットヒル・プレスビテリアン病院にて、うっ血性心不全で75歳で死亡した。亡くなった時、ランドは負債まみれだった。ランドの養子はインタビューで、サミー・デイヴィスJr.が介入してランドの出費を片付けるための1万ドルの小切手を書いてくれたと述べている。

## アメリカンフットボールへの影響
デラウェア大学のアメリカンフットボールコーチにより、サリー・ランドにちなんで名づけられた「サリー」というプレーがある。このプレーは、ランドがそうだったように、オフェンスのせいでディフェンスが実際よりも多くのものを見ているように感じるというものである。 

## 大衆文化への登場
- 1936年のメリー・メロディのアニメ『ペイジ・ミス・グローリー』で、 頑丈な女性がランドのファンダンスのパロディを踊る。
- テックス・アヴェリーのアニメ映画『ハリウッド・ステップス・アウト』(1941)で、ロトスコープのランドが喜ぶ観客の前、舞台で有名なバブルダンスを披露する。にやにや笑うアニメのピーター・ローレが最前列で「子どもの時以来こんな綺麗な風船は見たことないですよ」とコメントする。この演目は、ハーポ・マルクスが突然風船をパチンコで割って終わり、ランド(裸体はうまく設置された木の樽で隠れている)は驚いてショックを示す。この作品ではランドは「サリー・ストランド」と呼ばれている。アニメの終わり近くで、荷物預かり所の少女が「今晩は、ミス・ランド」と言い、羽根のファンをかけてもらおうと差し出す女性の手が見える。
- ロバート・A・ハインラインはランドと古くからの知人で、「光あれ」のメアリ＝ルー・マーティンや、ハインラインのサイエンス・フィクション小説にはランドをモデルとしたキャラクターが登場する[31]。1976年に第34回SFワールドコンがミズーリ州カンザスシティで開かれた際、ロバート・ハインラインが名誉ゲストであり、ロバートとヴァージニア・ハインラインがランドを招待した[31]。ワールドコンではランドは仮装コンテスト審査員をつとめた。ハインラインの最後の小説『落日の彼方に向けて』で言及されている、主人公の友人でラザラス・ロングの母であるモーリーン・ジョンソン・ロングもランドがモデルだと考えられている。
- 1979年の本『ライトスタッフ』で、著者のトム・ウルフはヒューストンのジョンソン宇宙センターでお祝いのバーベキューが行われた際、アメリカ初の宇宙飛行士その他の要人たちのためにサリー・ランドがファンダンスをしたところを描写しており、宇宙飛行士たちはこの60がらみの女性の「古のお尻」を見ていたと述べている[32]。1983年の映画版では、ランド役はペギー・デイヴィスが演じた。
- トニ・ダヴのインタラクティヴ映画プロジェクトSpectropiaで、フィクション版ランドをウースター・グループのヘレン・ピケットが演じている。
- マックス・アラン・コリンズのネイサン・ヘラー・シリーズで、探偵のヘラーがサリー・ランドに会う。

## 出演作品
- 五番街のモデル Fifth Avenue Models (1925)
- 涙の人形 The Dressmaker from Paris (1925)
- The Texas Bearcat (1925)
- 昨日への道 The Road to Yesterday (1925)
- 学窓の思ひ出 Braveheart (1925)
- Bachelor Brides (1926)
- Sunny Side Up (1926)
- Gigolo (1926)
- Man Bait (1927)
- 悲恋舞曲 The Night of Love (1927)
- 美人売約済 Getting Gertie's Garter (1927)
- メリケン波止場 The Yankee Clipper (1927)
- キング・オブ・キングス The King of Kings (1927)
- His Dog (1927)
- The Fighting Eagle (1927)
- ギブソンの珍案特許美顔術 Galloping Fury (1927)
- Heroes in Blue (1927)
- The Czarina's Secret (1928) (short film)
- A Woman Against the World (1928)
- 悪の港 Nameless Men (1928)
- 港々に女あり A Girl in Every Port (1928)
- 浮気は御法度 Golf Widows (1928)
- Black Feather (1928)
- 暴君ネロ The Sign of the Cross (1932)
- Hotel Variety (1933)
- ボレロ Bolero (1934)
- Sunset Murder Case (1938)